# ベイカー茉秋
ベイカー 茉秋（ベイカー ましゅう、英語: Matthew Baker、日本姓：小林、1994年9月25日 - ）は、東京都千代田区出身の日本の柔道家。階級は90kg級。身長178cm。組み手は右組み。段位は四段。得意技は大内刈。父親はアメリカ出身。紫綬褒章受章。

## 経歴
幼少期に両親が離婚し、日本人の母親のもと日本で育つ。最初はピアノを習っていたが姿勢が非常に悪かったために、それを矯正するには正座をする柔道をやるのが適していると考えたピアノ教師の勧めで、6歳の時に講道館にある春日柔道クラブで柔道を始めることになった。ベイカーの1学年下にはウルフ・アロン、2学年下に朝比奈沙羅がいた。小学校5年の時には全国小学生学年別柔道大会40kg級に出場するが、決勝トーナメント1回戦で徳島県代表の大島優磨に敗れた。なお、小学校5年までインターナショナルスクールに通っていたが、その後は公立学校に移った。クラブの指導者である向井幹博によれば、ベイカーは小学校6年から同じクラブの同級生に太刀打ちできなくなったこともあって、文京区立第一中学2年までは中途半端な稽古に甘んじていたという。しかし、ある試合での敗戦がきっかけで立ち直りを見せて、中学3年の時に都予選で2位、関東大会で3位となった。
東海大浦安高校に入学した時点では66kg級の選手だったが、団体戦で戦うために監督の竹内徹の指示で1日7食の食事とウェイトトレーニングに取り組むと、81kg級まで階級が上がり、2年のインターハイ個人戦では3位となった。その後さらに90kg級に上げると、高校選手権では個人戦でオール一本勝ち、団体戦でも大将として後輩のウルフとともにチームの初優勝に大きく貢献することとなった。3年になり7月の金鷲旗でも優勝を飾った。8月のインターハイ個人戦では初戦で大牟田高校3年の大町隆雄にGSに入ってからの有効勝ちにとどまり、公式試合における一本勝ちの連続記録が46で途絶えたものの、その後は一本勝ちを積み重ねて優勝すると、団体戦でもオール一本勝ちで優勝を果たして高校3冠（全国高校選手権、金鷲旗、インターハイ）を達成することになった。高校2年の後半から突如として急激な成長を遂げた、今までにないタイプのかくの如き活躍に対して、「高校柔道というひとつの価値観に全く違う世界から突然舞い降りた異星人」と評する声も上がった。しかし、9月の全日本ジュニアでは準決勝で筑波大学1年の小林悠輔に内股で一本負けを喫して3位に終わり、久々の敗戦を味わうことになった。10月の国体少年男子の部では千葉県の優勝に貢献した。11月の講道館杯では準々決勝で全日本チャンピオンでもある千葉県警の加藤博剛に小外掛で敗れるが、敗者復活戦を勝ち上がって3位となった。
2013年には東海大学に進学した。1年の時には5月の選抜体重別の初戦で加藤に巴投で敗れたが、6月の全日本学生柔道優勝大会ではチームの優勝に貢献した。11月の講道館杯では準決勝で元世界2位である新日鉄住金の西山大希を横四方固で破るものの、決勝では加藤から技ありと有効2つと指導2を取られた上、出足払で一本負けして完敗した。続いて、初めてのシニア国際大会となったグランドスラム・東京では、準決勝でジョージアのヴァルラーム・リパルテリアニに技ありをリードされるも、粘り強く戦い大内刈で逆転勝ちすると、決勝では元世界チャンピオンである韓国の李奎遠を有効で破って優勝を飾った。2014年2月のグランドスラム・パリでは、準決勝で李奎遠に指導3で敗れて3位にとどまった。
2年の時には4月の体重別決勝でベイカーの大学の先輩となる旭化成の吉田優也に有効2つを取られて敗れたが、世界選手権代表に選出された。6月の全日本学生柔道優勝大会ではチームの7連覇に貢献した。8月の世界選手権では2回戦で無名のポルトガルのセリオ・ディアスに大外刈で敗れた。世界団体決勝では地元ロシアの選手に一本勝ちして優勝に貢献した。10月の体重別団体でも優勝に貢献した。12月のグランドスラム・東京では準決勝で韓国の郭同韓に指導3で敗れて3位に終わり、今大会2連覇はならなかった。2015年2月のヨーロッパオープン・ローマでは優勝を飾った。
3年の時には4月の体重別決勝で吉田を技ありで破り初優勝を果たして、世界選手権代表に選ばれた。5月のグランドスラム・バクーでは準決勝までオール一本勝ちすると、決勝でもオランダのノエル・ファントエンドを有効で破って優勝を飾った。6月の全日本学生柔道優勝大会は2位にとどまりチームの8連覇はならなかった。7月のグランドスラム・チュメニでは決勝で地元ロシアの選手を破り、バクーに続く優勝を飾った。8月の世界選手権では準々決勝でベカ・グビニアシビリに抑え込みの有効で敗れるも、その後の敗者復活戦を勝ち上がって3位になった。10月の体重別団体では優勝を飾った。12月のグランドスラム・東京では準決勝で世界チャンピオンとなった郭同韓をGSに入ってから横四方固で破ると、決勝では元世界チャンピオンであるキューバのアスレイ・ゴンサレスを指導2で破って2年ぶり2度目の優勝を果たした。また、これで今年3度目のグランドスラム大会優勝となった。この際にベイカーは、「僕の中で、オリンピックは憧れの舞台というか、柔道家の夢だと思うんですね。シドニーオリンピックで井上康生監督が優勝したときからずっとすごいなと思っていたので、その晴れ舞台で同じように優勝したいなという気持ちがあります。」と語った。2016年冬のヨーロッパの大会には出場しなかった。
4年の時には4月の選抜体重別決勝で西山大希に指導1で敗れて2位に終わったが、実績を考慮されて2016年リオデジャネイロオリンピック代表に選出された。その際に、「全ての思いを力に変えたい。井上監督が（シドニー大会で）金メダルを取る姿を見て、そこから五輪に憧れました」とコメントした。5月には世界ランク上位選手が集まるワールドマスターズに出場すると、準々決勝では右肩を亜脱臼しながらも技ありで勝利すると、準決勝では憧れの選手だったというギリシャのイリアス・イリアディスから技ありと有効を取って勝利した。決勝ではロシアのフセン・ハルムルザエフに指導3でリードされるも終了間際に追いつくと、GSに入ってから有効を取って逆転で優勝を飾った。2016年現在までのところ、GSに入ってからは1度も負けなしの競い合いに強いところを示している。また今回の結果により、世界ランキングが1位に上昇した。そのため、オリンピックでは第一シードに位置付けられるだけでなく、その特典として白い柔道衣を常に着用することにもなった。その一方で2016年に入ってから左肩を何度となく亜脱臼すると、ワールドマスターズでは右肩も亜脱臼した。そのために本格的な稽古を積めず、出場予定だった6月の優勝大会は欠場した。懸念された両肩の状態は7月上旬のスペイン合宿以降上向いてきたという。
8月のリオデジャネイロオリンピックでは試合当日の朝からステーキを平らげるほど絶好調で迎えることになった。初戦となる2回戦でドイツのマルク・オーデンタールを背負落で破ると、3回戦でセルビアのアレクサンダル・クコルを合技、準々決勝でフランスのアレクサンドル・イディーを同じく合技で破った。準決勝では中国の程訓釗に終盤指導を取られるも直後に大内刈の有効から袈裟固で逆転勝ちした。決勝前は3度も嘔吐したが、ジョージアのヴァルラーム・リパルテリアニを有効で破り、初めてのオリンピックの舞台で金メダルを獲得した。試合直後のインタビューでは、「いつも通りの国際大会のように戦えば良いと常に頭に入れていたというか、そう心掛けたら意外といけました。井上先生の内股のように格好良く終わりたかったんですけど、なかなかできなかったです」とコメントした。一方で、監督の井上はベイカーを次のように評価した。「ベイカー茉秋、恐るべしですね。強豪が次から次へと敗れましたが、彼が放つオーラがそうさせたのかもしれない。日本代表にとって新種の選手。人が持っていない柔軟性や力強さがあり、独特のやりにくさがあるでしょう」と語っている。なお、73kg級において圧倒的な強さで優勝した大野将平とは対照的に、決勝ではリードしてから守りの姿勢に入り組み手争いに終始したことから、逃げ回ったと評する声も一部であがった。それに対してベイカーは次のように反論した。「リードしている終盤に勝負を掛けるのはリスクが高いので、敢えて自らそんな選択をする必要などない。あれこそがあの場面では理想的な戦術であるのに、逃げ回ったなどと言われるのは心外だ」。11月、紫綬褒章を受章、2016 GQ Men of the Yearを受賞。2016年度の世界ランキングが1位だったために、IJFより5万ドル（約565万円）のボーナスが贈呈された。
2017年4月からはJRAの所属となった。ただし、練習拠点をJRAに固定せず、各地の大学や実業団などへの出稽古を繰り返すことになるという。オリンピック以来8ヶ月ぶりの試合となった体重別では、初戦で旭化成の小林悠輔と対戦すると、GSに入ってから古傷の右肩を傷めて棄権負けした。GSで敗れたのは初めてのこととなった。試合後に、「初めて完全に脱臼した。東京五輪を目標にやるならば、手術して今年1年を休養しようか迷っている」と長期休養の可能性を示唆した。その後の検査で「右外傷性肩関節脱臼」と診断されたことにより手術をすることに決めた。そのため、オリンピックで優勝したことで出場権を得ていた全日本選手権及び世界選手権代表の座を辞退することになった。復帰まで8ヶ月かかることになった。
オリンピック以来1年半ぶりの国際大会となったケガからの復帰戦となる2018年2月のグランドスラム・デュッセルドルフに出場すると、決勝まで進むもロシアのミハイル・イゴルニコフに小外刈で一本負けして2位に終わった。4月の体重別では準決勝で綜合警備保障の向翔一郎を技ありで破るが、決勝では大学の1年先輩となるパーク24の長澤憲大にGSに入ってから内股の技ありで敗れて2位だった。世界選手権代表には選ばれなかったが、アジア大会代表に選ばれた。5月のグランプリ・フフホトでは準々決勝で世界チャンピオンであるセルビアのネマニャ・マイドフにGSに入ってから小外刈で一本勝ちするも、腰を負傷したためにその後の試合を棄権して5位だった。8月のアジア大会では準決勝で郭に反則負けを喫して3位に終わった。11月の講道館杯では決勝で筑波大学3年の田嶋剛希と対戦すると、技ありを先取されるもGSに入ってから合技で逆転勝ちして優勝した。試合後に、「最後は執念。リオ五輪の金メダル以上にうれしい」とコメントした。11月のグランドスラム・大阪では3回戦でジョージアのウシャンギ・マルギアニに浮落で敗れた。4月の体重別では準決勝で長澤に反則負けして3位だった。6月には実業団体に初めて出場すると、チームの2年ぶりの優勝に貢献した。7月のグランプリ・モントリオールでは決勝でアメリカのコルトン・ブラウンを谷落の技ありで破って優勝した。9月のグランプリ・タシュケントでは準々決勝でスウェーデンのマルクス・ニマンに隅返で一本負けするも、その後の3位決定戦で世界ジュニアチャンピオンであるジョージアのラシャ・ベカウリを横四方固で破って3位になった。11月の講道館杯では決勝で大学の後輩である東海大学1年の村尾三四郎に内股の技ありで敗れて2位にとどまった。グランドスラム・大阪では3回戦でグビニアシビリに支釣込足で敗れた。この結果により東京オリンピックには出場できなかった。
2022年5月の全日本強化選手選考会では決勝でパーク24の田嶋剛希に技ありで敗れて2位だった。10月の講道館杯では準決勝で田嶋に反則勝ちすると、決勝では向を横四方固で破って4年ぶり2度目の優勝を飾った。12月のグランドスラム・東京では準々決勝で東京オリンピック銀メダリストであるドイツのエドゥアルト・トリッペルに合技で敗れると、その後の3位決定戦でもオリンピックチャンピオンとなったベカウリに反則負けして5位に終わった。
2023年4月の体重別では決勝で田嶋に技ありで敗れて2位だった。
2025年2月のシニア体重別では決勝で旭化成の笹谷健に反則負けを喫して2位だった。

## 人物・エピソード
初めて買ったCDはSMAP「世界に一つだけの花」であり、SMAPに憧れていた。リオデジャネイロオリンピック日本選手団帰国会見当日（同年8月24日）には関西テレビ・フジテレビ『SMAP×SMAP』内「BISTRO SMAP」（同年8月29日放送）の収録に参加、SMAPと初共演を果たした。
NHK総合テレビと民放キー局各社の夕方報道番組で生中継されたリオデジャネイロオリンピック日本選手団帰国会見で、テレビ朝日アナウンサーの寺川俊平（『SMAP×SMAP』の裏番組『報道ステーション』のスポーツキャスターを担当）から「金メダルを獲得して、帰国してしばらく時間がありました。この期間の間に『これは金メダルを取ったことによって得をしたな、ラッキーだったな』と思うようなエピソード、出来事があれば教えください」との質問を受け、「今日なんですけど『BISTRO SMAP』の収録に出させていただきました。僕が初めて買ったCDが『世界に一つだけの花』なんですけど、小さいころから憧れの方々と共演できたことが、すごく金メダル取って良かったなって思いました」と回答した。寺川に「ちなみにそれ以外にあったりしますか?」と聞かれた（その際は会場から笑いが起きた）が、「それ以外は…特にはないです」と笑うと、寺川も「分かりました」と述べた。
2018年に一般女性と結婚。

## 世界ランキング
- 世界ランキングの年度別変遷

|      | 2013年 | 2014年 | 2015年 | 2016年 | 2017年 | 2018年 | 2019年 | 2020年 |
| ---- | ------ | ------ | ------ | ------ | ------ | ------ | ------ | ------ |
| 順位 | 20     | 22     | 3      | 1      | 37     | 37     | 36     | 44     |

（出典、JudoInside.com）

## 戦績
- 2011年 - インターハイ 3位（81kg級）
- 2012年 - 高校選手権 個人戦 優勝 団体戦 優勝
- 2012年 - 金鷲旗 優勝
- 2012年 - インターハイ 個人戦 優勝 団体戦 優勝
- 2012年 - 全日本ジュニア 3位
- 2012年 - 国体 少年男子の部 優勝
- 2012年 - 講道館杯 3位
- 2012年 - エクサンプロヴァンスジュニア国際 優勝
- 2013年 - ブレーメンジュニア国際 優勝
- 2013年 - 全日本学生柔道優勝大会 優勝
- 2013年 - 体重別団体 2位
- 2013年 - 講道館杯 2位
- 2013年 - グランドスラム・東京 優勝
- 2014年 - グランドスラム・パリ 3位
- 2014年 - 体重別 2位
- 2014年 - 全日本学生柔道優勝大会 優勝
- 2014年 - 世界団体 優勝
- 2014年 - 体重別団体 優勝
- 2014年 - グランドスラム・東京 3位
- 2015年 - ヨーロッパオープン・ローマ 優勝
- 2015年 - 体重別 優勝
- 2015年 - グランドスラム・バクー 優勝
- 2015年 - 全日本学生柔道優勝大会 2位
- 2015年 - グランドスラム・チュメニ 優勝
- 2015年 - 世界選手権 3位
- 2015年 - 体重別団体 優勝
- 2015年 - グランドスラム・東京 優勝
- 2016年 - 体重別 2位
- 2016年 - ワールドマスターズ 優勝
- 2016年 - リオデジャネイロオリンピック 優勝
- 2018年 - グランドスラム・デュッセルドルフ 2位
- 2018年 -　体重別 2位
- 2018年 -　グランプリ・フフホト 5位
- 2018年 - アジア大会 3位
- 2018年 -　講道館杯 優勝
- 2019年 - 体重別 3位
- 2019年 -　実業団体 優勝
- 2019年 - グランプリ・モントリオール 優勝
- 2019年 - グランプリ・タシュケント 3位
- 2019年 -　講道館杯 2位
- 2022年 -　全日本強化選手選考会 2位
- 2022年 -  実業団体 2位
- 2022年 - 実業個人選手権 3位
- 2022年 -　講道館杯　優勝
- 2022年 -　グランドスラム・東京　5位
- 2023年 - 体重別　2位
- 2025年 - シニア体重別　2位

（出典、JudoInside.com）

## 有力選手との対戦成績
| 国籍                | 選手名                       | 内容   |
| ------------------- | ---------------------------- | ------ |
| 日本の旗            | 西山大希                     | 1勝1敗 |
| 日本の旗            | 加藤博剛                     | 3敗    |
| キューバの旗        | アスレイ・ゴンサレス         | 1勝    |
| ギリシャの旗        | イリアス・イリアディス       | 1勝    |
| ジョージア (国)の旗 | ヴァルラーム・リパルテリアニ | 3勝    |
| ジョージア (国)の旗 | ベカ・グビニアシビリ         | 1勝1敗 |
| セルビアの旗        | ネマニャ・マイドフ           | 1勝    |
| 大韓民国の旗        | 郭同韓                       | 2勝2敗 |
| ハンガリーの旗      | トート・クリスティアーン     | 1勝    |

（参考資料：ベースボールマガジン社発行の近代柔道バックナンバー、JudoInside.com等）。

## テレビ出演
- ミライ☆モンスター（フジテレビ系列）2014年8月24日[73]。
- SMAP×SMAP（フジテレビ系列）2016年8月29日 - ※「BISTRO SMAP」に出演。